# Рудельсон, Клавдия Ивановна
Кла́двия Ива́новна Рудельсо́н (урождённая Булычёва; 23 марта 1919, Подосинки, Московский округ — 30 января 2000, Москва) — советский и российский историк-архивист, профессор. Доктор исторических наук. Внесла значительный вклад в развитие теории отечественного архивоведения.

## Биография
Клавдия Булычёва родилась в посёлке Подосинки Дмитровского уезда Московской губернии 23 марта 1919 года. В 1935 году окончила среднюю школу, затем поступила на государственные курсы корректоров. В 1936 году она поступила в Историко-архивный институт. Одновременно с 1936 по 1938 год Клавдия Ивановна работала корректором в Партиздате ЦК ВКП(б).
В 1940 году окончила Московский историко-архивный институт (МГИАИ). В 1947 году окончила аспирантуру института.
С августа 1940 года работала в научно-издательском отделе ГАУ НКВД СССР. В 1941 году была переведена на работу военным цензором в НКВД, позже была помощником оперуполномоченного спецотдела. В июне 1943 года К. И. Рудельсон стала начальником Отдела фондов Отечественной войны Центральной государственной академии обороны (ныне Госархив РФ), сменив Георгия Ивановича Николаева.
С 1946 года была преподавателем МГИАИ. В 1954 году возглавила кафедру теории и практики архивного дела. Защитив кандидатскую диссертацию и став преподавателем кафедры, она стала одним из ключевых авторов и редакторов двух архивоведческих учебников с одинаковым названием «Теория и практика архивного дела в СССР» (второе издание учебника, 1980 года, вышло под её редакцией, оно было дополненным и переработанным).
В 1971 году К. И. Рудельсон перешла на работу во Всесоюзный научно-исследовательский институт документоведения и архивного дела (ныне Всероссийский НИИ документоведения и архивного дела, ВНИИДАД), где возглавила сектор по общим проблемам архивоведения.
Совершила научные командировки в Киев (1960), Куйбышев (1964), на международный семинар архивов по вопросам использования автоматизированных процессов в архивах (Великобритания, 1974), научные командировки в Бельгию (1975), Болгарию (1974), на конференцию «Классификация информации и научное управление развитым социалистическим обществом» (Рига, 1975), Всесоюзную конференцию «Единая система информационно-поисковых языков» (1977).
Скончалась 30 января 2000 года. Похоронена на Долгопруденском кладбище (участок Н81).

## Основные работы

#### Статьи
- «Производственная практика студентов Московского государственного историко-архивного института и её роль в подготовке кадров молодых специалистов» (1957)
- «60-летие Н. А. Павловой» (1958)
- «К 60-летию М. Н. Шобухова» (1968)
- «Советская историография по вопросам классификации Документальных материалов» (1969)
- «Важный этап развития советской археографии» (1970)
- «Вопросы документоведения и архивоведения в трудах К. Г. Митяева (К 70-летию со дня рождения)» (1971)
- «Проблема совместимости информационной системы ГАФ СССР с государственной системой научно-технической информации» (1978)

#### Курсы
- «Каталогизация документальных материалов» (1955; спецсеминар)
- «Современные документные классификации» (1969; спецсеминар)
- «Теория и практика архивного дела в СССР» (1962, 1970)
- «Введение в специальность историко-архивоведение» (1978, 1982)

#### Рукописи учебных пособий
- «Указатели к архивным справочникам» (1958)
- «Классификационные схемы каталогов документальных материалов и методика их составления» (1959—1960)
- «Классификационная схема каталогов кинофотодокументов Центрального государственного архива кинофотодокументов СССР» (1961)
- «Теория и практика архивного дела» с рецензиями М. И. Автократовой, И. С. Назина и других историков-архивистов (1963—1966)

#### Доклады
- Лекции докладов, выступлений по теории, практике архивного дела (1948—1989)
- Доклады и выступления на юбилейных заседаниях кафедры теории и практики архивного дела МГИАИ, вечерах памяти В. В. Максакова, И. Л. Маяковского (1968—1981)
- «Современные документные классификации» на всесоюзном симпозиуме по документоведению в Паланге (1969)
- Доклады на VII Международном конгрессе архивов в Москве (1972), методологических семинарах ВНИИДАД (1973—1985)